# Dance in the Dark
Dance in the Dark is een Grammy genomineerd nummer van popzangeres Lady Gaga. De single is afkomstig van haar tweede studioalbum The Fame Monster. Het nummer werd voor het eerst samen met Alejandro vrijgegeven als promotiesingle voor het album. Later werd Dance in the Dark de vierde en tevens laatste single van The Fame Monster.

## Achtergrondinformatie
Dance in the Dark is een uptempodancepopnummer, in 2009 geschreven door Lady Gaga en Fernando Garibay. Oorspronkelijk zou Dance in the Dark na Bad Romance de tweede officiële single worden van The Fame Monster, maar uiteindelijk werd er gekozen voor Telephone, een duet met Beyoncé. Na Telephone werd besloten om Dance in the Dark vrij te geven als derde officiële single van The Fame Monster, maar door commotie tussen Gaga en Interscope werd Alejandro de derde single. In juli 2010 werd het nummer als vijfde als single uitgebracht. Anders dan de eerdere singles kreeg de single geen wereldwijde release. Het werd alleen in Australië, Nieuw-Zeeland en Frankrijk uitgebracht.
Van de single is nooit een videoclip gemaakt. Er bestaat één officiële remix: de Monarchy 'Stylites' Remix.

## Liveoptredens
| Datum                           | Locatie                           |
| ------------------------------- | --------------------------------- |
| 29 november 2009 t/m 6 mei 2011 | The Monster Ball Tour (elke show) |
| 16 februari 2010                | Brit Awards                       |

## Hitnoteringen

### VlaamseUltratop 50
| Hitnotering: 23-11-2010 t/m 7-12-2010 | Hitnotering: 23-11-2010 t/m 7-12-2010 | Hitnotering: 23-11-2010 t/m 7-12-2010 | Hitnotering: 23-11-2010 t/m 7-12-2010 | Hitnotering: 23-11-2010 t/m 7-12-2010 |
| Week:                                 | 1                                     | 2                                     | 3                                     |                                       |
| ------------------------------------- | ------------------------------------- | ------------------------------------- | ------------------------------------- | ------------------------------------- |
| Positie:                              | 49                                    | 42                                    | 33                                    | uit                                   |